# 何心隱
何心隱（1517年—1579年）原名梁汝元，字夫山，化名何心隱。明代學者，江西吉安府永豐縣（今屬江西永豐縣）人。泰州學派代表人物之一。因為與大學士張居正有過節，被逮捕下獄，湖北巡撫王之垣為了討好居正，將他拷打而死。

## 簡介
“幼時穎異拔群，潛心經史，輒以遠大自期。”嘉靖二十五年舉郡試第一。後放棄科舉，仰慕王艮的良知之说，從王艮弟子顏鈞，學“王心齋立本之旨”。
嘉靖三十九年（1560年）由耿定力介紹和張居正初識。嘉靖四十年（1561年），因與道士藍道行參與彈劾嚴嵩，事洩後改名換姓，逃到南方。後在湖北講學，因反對張居正奪情，在張居正父親的喪禮上送怪獸。
萬曆七年（1579年），張居正以帝詔，欲毀天下書院。何心隱極力反對，特撰《原學原講》，聲言要“持正義，逐江陵去位，一新時局”。再遭通緝。萬曆七年（1579年）在祁门学生胡时和家中被逮捕，押解到武昌，泰州学派许多重要人物奔波营救。湖北巡撫王之垣為討好張居正，將之下獄，于同年九月二日用沙袋將其埋壓致死。
邹元标《梁夫山传》谓：何心隐“居燕畿聚徒讲学，因与司业江陵张公屡讲不合，遂构衅端。比江陵柄国，即首斥讲学，毁天下名贤书院，大索公、凡讲学受祸者不啻千计，即唐之清流、宋之朋党是也。公归，葬两尊人，遂庐墓焉。未逾期年，而南安把总朱心学辑之，获解楚。巡抚王夷陵惟知杀士媚权，立毙杖下”。李贽认为何心隐之死与张居正无关，他在《答邓明府》一文中写道：“何公死，不关江陵事。江陵为司业时，何公只与朋辈同往一会言耳。言虽不中，而杀之之心无有也。”。
李贽极推崇何心隐，称之圣人。李贄評何心隱：“人倫有五，公舍其四，而獨置身於師友賢聖。”此外，又寫了一篇悼何心隱的文章。著有《何心隱集》。

## 延伸閱讀
- 吳震：〈十六世纪心学家的社会参与——以泰州学派的何心隐为例 （页面存档备份，存于）〉。